# Japanther
Japanther is een Amerikaanse punkband uit Brooklyn. De band is in 2001 opgericht door Matt Reilly en Ian Vanek.

## Bezetting
- Matt Reilly - Basgitaar, zang
- Ian Vanek - Drums, zang

## Discografie
- The Last of the Living Land Pirates cd-r (2001)
- South of Northport ep (2002)
- Leather Wings (2003)
- Dump the Body in Rikki Lake (2003)
- Japanther/Panthers split-7" (2003)
- The Operating Manual for Life on Earth ep (2004)
- Japanther/Sneeze split-7" (2004)
- Japanther/Viking Club split-cd (2004)
- Master of Pigeons (2005)
- Wolfenswan (2005)
- Yer Living Grave ep (2005)
- Don't Trust Anyone Over Thirty (2006)
- Japanther/ The Good Good split-7" (2006)
- Skuffed Up My Huffy (2007)
- Challenge 7" (2008)
- Chemical X Zine dvd (2008)
- Tut Tut Now Shake Ya Butt (2008)
- Japanther/The Pharmacy split-7" (2008)